# Маріуполь (монітор)

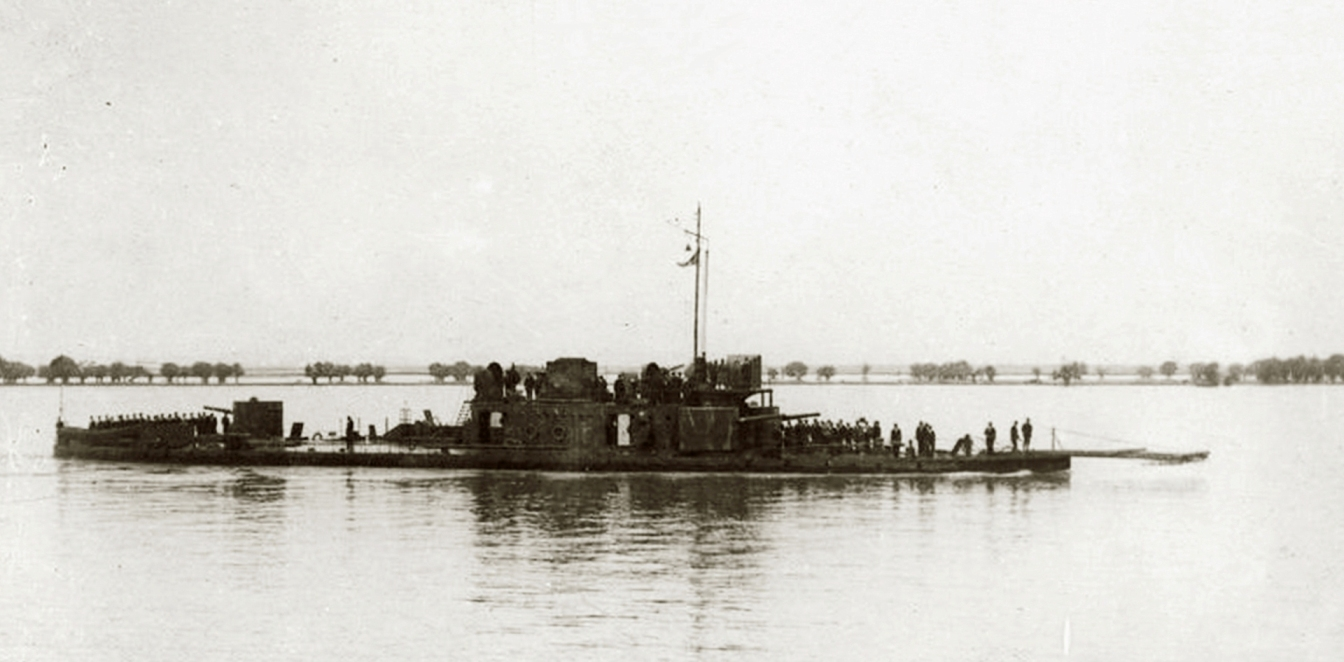
«Alexandru Lahovari» чи однотипний йому монітор в 1917 році.

«Маріуполь» — річковий монітор типу «Братіану», колишній румунський «Alexandru Lahovari» (в СРСР відносили до типу «Азов»).

## Будівництво
Монітор був закладений в 1906 році на судноверфі Stabilimento Tecnico Triestino в Трієсті (Австро-Угорщина), після чого секціями перевезений у Галац, де був зібраний і в 1907 році спущений на воду під ім'ям «Alexandru Lachovari».

## Служба
Корабель застосовувався під час Першої світової війни. У 1937—1938 пройшов капітальну модернізацію.

### Друга світова війна
Монітор брав участь у боях на Дунаї в червні 1941 року проти радянської Дунайської флотилії.
«Alexandru Lachovari», як і інші румунські монітори, капітулював 26 серпня 1944 року. 1 вересня він прийшов Ізмаїл в якості супроводу штабного судна румунської дивізії річкових кораблів. На наступний день за невиконання умов капітуляції командир і начальник штабу румунської дивізії були заарештовані, а екіпаж монітора відправлений в концтабір. 10 листопада монітор був переданий Дунайської військової флотилії, отримав нове ім'я «Маріуполь» і був включений у 2-й дивізіон моніторів 2-й Сулинской бригади річкових кораблів.
Надалі корабель не мав безпосередніх зіткнення з противником, а закінчення війни зустрів у місті Новий Сад.

## Після 1945
У 1951 повернутий Румунії. Служив у складі її військово-морських сил під іменем М-201 до 1959 чи 1960, після чого був утилізований.

## Технічні дані
- Водотоннажність, т:

повне — 750
- Головні розміри, м:

довжина найбільша — 62
ширина найбільша — 10,5
осадка найбільша — 1,8
- Висота над ватерлінією, м:

верхній палуби — 0,65
палуби бака — 0,85
палуби юта — 0,5
- Наибольшая скорость хода — 13 вузлів
- Дальность плавания

- Бронювання, мм:

головний бортовий пояс — 40
верхня палуба — 25
бойова рубка — 50
гарматної башти — 75
- Число рулів — 1
- Пости керування кермом: ходовий місток, бойова рубка
- Головна енергетична установка

тип — котломашинная
дві парові поршневі машини подвійного розширення потужністю по 900 л. с.
головний котел системи Ярроу, тиск пари 18 кг/см2, температура 207 °C.

## Екіпаж
- Офіцерів — 9
- Старшин — 35
- Рядових — 75

Всього — 119